# Labatie-d'Andaure
Labatie-d'Andaure è un comune francese di 195 abitanti situato nel dipartimento dell'Ardèche della regione dell'Alvernia-Rodano-Alpi.

## Società

### Evoluzione demografica
Abitanti censiti